# Lucas Barrios
Lucas Ramón Barrios Cáceres (ur. 13 listopada 1984 w San Fernando) – paragwajski piłkarz pochodzenia argentyńskiego występujący na pozycji napastnika w argentyńskim klubie Defensa y Justicia.

## Kariera klubowa
Barrios zawodową karierę rozpoczynał w 2003 w klubie Argentinos Juniors z Primera B Nacional. Na początku 2004 został wypożyczony do ekipy Tigre z Primera B Metropolitana. Latem 2004 roku wrócił do zespołu Argentinos Juniors, który awansował do Primera División Argentina. W tych rozgrywkach Barrios zadebiutował 22 września 2004 w przegranym 0:1 pojedynku z Quilmes. Graczem Argentinos Juniors był przez 2 lata.
W styczniu 2005 odszedł do chilijskiego CD Temuco. Spędził tam rok. W tym czasie rozegrał tam 28 ligowych spotkań i zdobył 12 bramek. W styczniu 2006 wrócił do Argentyny, gdzie podpisał kontrakt z Tito Federal (Primera División Argentina). Pierwszy ligowy mecz zaliczył tam 29 stycznia 2006 przeciwko River Plate (0:5). 2 kwietnia 2006 w wygranym 4:3 spotkaniu z Instituto Córdoba strzelił pierwszego gola w Primera División Argentina. Zawodnikiem Tito Federal był przez pół roku.
W lipcu 2006 ponownie trafił do Chile, gdzie został graczem klubu Cobreloa. W ciągu roku rozegrał tam 39 spotkań i zdobył 26 bramek. W lipcu 2007 przeszedł do meksykańskiego Atlasu Guadalajara. W Primera División Mexico zadebiutował 5 sierpnia 2007 w zremisowanym 1:1 meczu z Deportivo Toluca. W styczniu 2008 został wypożyczony do chilijskiego CSD Colo-Colo. Latem 2008 został wykupiony przez Colo Colo. W sumie spędził tam półtora roku. W tym czasie został tam królem strzelców Primera División Chile, a z klubem zdobył mistrzostwo Clausura 2007 oraz 2008 roku.
W lipcu 2009 za 4,2 miliona euro został sprzedany do niemieckiej Borussii Dortmund. W Bundeslidze zadebiutował 8 sierpnia 2009 w wygranym 1:0 pojedynku z 1. FC Köln. 3 października 2009 w wygranym 1:0 spotkaniu z Borussią Mönchengladbach zdobył pierwszą bramkę w Bundeslidze.
2 maja 2012 Borussia ogłosiła, że od sezonu 2012/2013 Barrios będzie grał w chińskim klubie Guangzhou Evergrande. Kwota transferu wyniosła 8,5 mln €.
W sierpniu 2013 roku przeszedł do rosyjskiego Spartaka Moskwa. W sierpniu 2014 roku został wypożyczony do drużyny grającej w Ligue 1 – Montpellier HSC. Od połowy 2015 do 2017 był zawodnikiem brazylijskiego klubu SE Palmeiras.

## Kariera reprezentacyjna
W marcu 2010 Barrios otrzymał obywatelstwo Paragwaju, z którego pochodzi jego matka. W reprezentacji Paragwaju zadebiutował 25 maja 2010 w przegranym 1:2 towarzyskim pojedynku z Irlandią, w którym strzelił także gola.
W tym samym roku został powołany do kadry na Mistrzostwa Świata. Zagrał na nim w 5 meczach: z Włochami (1:1), Słowacją (2:0), Nową Zelandią (0:0), Japonią (0:0, 5:3 w rzutach karnych) i Hiszpanią (0:1). Tamten turniej Paragwaj zakończył na ćwierćfinale.

## Statystyki kariery

### Kluby
| Klub               | Sezon             | Liga  | Liga | Puchar Kraj. | Puchar Kraj. | Puchary Kontynent. UCL UEL CL | Puchary Kontynent. UCL UEL CL | Liga region. Brazylia | Liga region. Brazylia | Inne  | Inne | Suma  | Suma |
| Klub               | Sezon             | Mecze | Gole | Mecze        | Gole         | Mecze                         | Gole                          | Mecze                 | Gole                  | Mecze | Gole | Mecze | Gole |
| ------------------ | ----------------- | ----- | ---- | ------------ | ------------ | ----------------------------- | ----------------------------- | --------------------- | --------------------- | ----- | ---- | ----- | ---- |
| Argentinos Juniors | 2003–04           | 17    | 5    | 0            | 0            | –                             | –                             | –                     | –                     | 0     | 0    | 17    | 5    |
| Tigre (wyp.)       | 2004              | 16    | 0    | 0            | 0            | –                             | –                             | –                     | –                     | 0     | 0    | 16    | 0    |
| Temuco             | 2005              | 28    | 12   | 0            | 0            | –                             | –                             | –                     | –                     | 0     | 0    | 28    | 12   |
| Tiro Federal       | 2005–06           | 12    | 1    | 0            | 0            | –                             | –                             | –                     | –                     | 0     | 0    | 12    | 1    |
| Cobreloa           | 2006              | 21    | 12   | 0            | 0            | –                             | –                             | –                     | –                     | 0     | 0    | 21    | 12   |
| Cobreloa           | 2007              | 18    | 14   | 0            | 0            | –                             | –                             | –                     | –                     | 0     | 0    | 18    | 14   |
| Cobreloa           | Suma              | 39    | 26   | 0            | 0            | –                             | –                             | –                     | –                     | 0     | 0    | 39    | 26   |
| Atlas              | 2007              | 14    | 1    | 0            | 0            | 5                             | 1                             | –                     | –                     | 0     | 0    | 19    | 2    |
| Colo-Colo          | 2008              | 38    | 37   | 0            | 0            | –                             | –                             | –                     | –                     | 0     | 0    | 38    | 37   |
| Colo-Colo          | 2009              | 15    | 12   | 0            | 0            | 6                             | 3                             | –                     | –                     | 0     | 0    | 21    | 15   |
| Colo-Colo          | Suma              | 53    | 49   | 0            | 0            | 6                             | 3                             | –                     | –                     | 0     | 0    | 59    | 52   |
| Borussia Dortmund  | 2009–10           | 33    | 19   | 3            | 4            | –                             | –                             | –                     | –                     | 0     | 0    | 36    | 23   |
| Borussia Dortmund  | 2010–11           | 32    | 16   | 2            | 1            | 7                             | 4                             | –                     | –                     | 0     | 0    | 41    | 21   |
| Borussia Dortmund  | 2011–12           | 17    | 4    | 4            | 1            | 3                             | 0                             | –                     | –                     | 0     | 0    | 24    | 5    |
| Borussia Dortmund  | Suma              | 82    | 39   | 9            | 6            | 10                            | 4                             | –                     | –                     | 0     | 0    | 101   | 49   |
| Guangzhou FC       | 2012              | 8     | 2    | 6            | 4            | 2                             | 1                             | –                     | –                     | 0     | 0    | 16    | 7    |
| Guangzhou FC       | 2013              | 9     | 3    | 1            | 0            | 6                             | 3                             | –                     | –                     | 0     | 0    | 16    | 6    |
| Guangzhou FC       | Suma              | 17    | 5    | 7            | 4            | 8                             | 4                             | –                     | –                     | 0     | 0    | 32    | 13   |
| Spartak Moskwa     | 2013–14           | 15    | 1    | 2            | 0            | 2                             | 0                             | –                     | –                     | 0     | 0    | 19    | 1    |
| Spartak Moskwa     | 2014–15           | 1     | 1    | 0            | 0            | 0                             | 0                             | –                     | –                     | 0     | 0    | 1     | 1    |
| Spartak Moskwa     | Suma              | 16    | 2    | 2            | 0            | 2                             | 0                             | –                     | –                     | 0     | 0    | 20    | 2    |
| Montpellier (wyp.) | 2014–15           | 27    | 11   | 2            | 0            | –                             | –                             | –                     | –                     | 0     | 0    | 29    | 11   |
| Palmeiras          | 2015              | 13    | 5    | 8            | 3            | –                             | –                             | –                     | –                     | 0     | 0    | 21    | 8    |
| Palmeiras          | 2016              | 9     | 1    | 3            | 0            | 4                             | 1                             | 6                     | 2                     | 0     | 0    | 22    | 4    |
| Palmeiras          | 2017              | 0     | 0    | 0            | 0            | 0                             | 0                             | 1                     | 1                     | 0     | 0    | 1     | 1    |
| Palmeiras          | Suma              | 16    | 6    | 11           | 3            | 4                             | 1                             | 7                     | 3                     | 0     | 0    | 44    | 13   |
| Grêmio             | 2017              | 17    | 4    | 5            | 5            | 13                            | 6                             | 7                     | 2                     | 2     | 1    | 44    | 18   |
| Argentinos Juniors | 2017–18           | 12    | 4    | 0            | 0            | 0                             | 0                             | –                     | –                     | 0     | 0    | 12    | 4    |
| Colo-Colo          | 2018              | 14    | 3    | 0            | 0            | 4                             | 1                             | –                     | –                     | 0     | 0    | 18    | 4    |
| Huracán            | 2018–19           | 10    | 3    | 1            | 0            | 4                             | 0                             | –                     | –                     | 0     | 0    | 15    | 3    |
| Huracán            | 2019-20           | 8     | 1    | 0            | 0            | 0                             | 0                             | –                     | –                     | 0     | 0    | 8     | 1    |
| Huracán            | Suma              | 18    | 4    | 1            | 0            | 4                             | 0                             | –                     | –                     | 0     | 0    | 23    | 4    |
| Gimnasia           | 2020–21           | 3     | O    | 13           | 3            | 0                             | 0                             | –                     | –                     | 0     | 0    | 16    | 3    |
| Defensa y Justicia | 2021–             | 11    | 2    | 1            | 0            | 2                             | 0                             | –                     | –                     | 0     | 0    | 14    | 2    |
| Ogółem w karierze  | Ogółem w karierze | 412   | 174  | 51           | 21           | 58                            | 20                            | 15                    | 6                     | 2     | 1    | 543   | 221  |

(Stan na 14 października 2021)